# 拉蒙·巴罗斯·卢科
拉蒙·巴罗斯·卢科（西班牙語：Ramón Barros Luco，西班牙語發音：[raˈmom ˈbaros ˈluko]；1835年6月9日—1919年9月20日），旧译呂格，是智利律师、政治家，1910年至1915年担任智利总统。